# نيكولاي روميانتسيف
الكونت نيكولاي بتروفيتش روميانتسيف (بالروسية: Никола́й Петро́вич Румя́нцев) (3 أبريل 1754 في سانت بطرسبرج - 3 يناير 1826) كان وزير الخارجية ومستشار الإمبراطورية الروسية فيما بعد الغزو الفرنسي لروسيا. وهو ابن المشير بيوتر روميانتسيف زادونيسكي.

## السيرة
كان نيكولاي روميانتسيف أول مبعوث من روسيا إلى الإمبراطورية الرومانية المقدسة، بعدما أصبحت روسيا قوة ضامنة وفق معاهدة تشن. حصل على صلاحية سفير لعدة مقاطعات ضمن الإمبراطورية الرومانية المقدسة.
في السنوات الأولى من القرن التاسع عشر، كان لنيكولاي روميانتسيف حظوة وتأثير كبير لدى القيصر ألكسندر الأول ووالدته ماريا فيدوروفنا، وشغل حينها منصب وزير التجارة (1802 - 1811) ورئيسًا لمجلس الدولة (1810 - 1812).
كان نيكولاي بتروفيتش مهتمًا بالتاريخ، وجمع العديد من الخرائط والوثائق والعملات التي شكلت نواة متحف روميانتسيف في موسكو، ونُقلت هذه المحتويات لاحقًا لمكتبة الدولة الروسية. عمل أيضًا على طباعة تدوينات ومواد أدبية روسية قديمة. كما كان قائمًا على مجموعة من المهتمين بالتاريخ القديم، هذه المجموعة تطورت إلى حركة فكرية دُعيت باسم سلافوفيليا.
رعى نيكولاي روميانتسيف عددًا من الرحلات الاستكشافية الروسية؛ إذ دعم الطواف الروسي الأول حول الكرة الأرضية، وبهذا ارتبط اسمه بعدد من النباتات والحيوانات التي مرت بها هذه الرحلة الروسية.

## استشهادات
1. 1 2  А. М. Прохорова, ed. (1969), Большая советская энциклопедия: [в 30 т.] (بالروسية) (3rd ed.), Москва: Большая российская энциклопедия, Румянцев Николай Петрович, OCLC:14476314, QID:Q17378135
2. 1 2   http://tnk.krakow.pl/czlonkowie/rumiancew-nikolaj-piotrowicz/. اطلع عليه بتاريخ 2022-08-30. {{استشهاد ويب}}: |url= بحاجة لعنوان (مساعدة) والوسيط |title= غير موجود أو فارغ (من ويكي بيانات) (مساعدة)